# Эрдыниева, Наталья Константиновна
Ната́лья Константи́новна Эрдыни́ева (род. 6 августа 1988, Улан-Удэ) — российская спортсменка, стрелок из лука. Участница XXXIX летних Олимпийских игр (2008). Двукратный бронзовый призер чемпионата мира в личных и командных соревнованиях (2007, 2009). Бронзовый призер чемпионата мира в помещении в командных соревнованиях (2009). Двукратная чемпионка Европы и бронзовый призер чемпионата Европы в личных и командных соревнованиях (2008, 2010). Чемпионка Европы в помещении и двукратный бронзовый призер чемпионата Европы в помещении в в личных и командных соревнованиях (2011, 2013). Бронзовый призер финала кубка мира в личных соревнованиях (2007). Двукратный победитель, шестикратный серебряный и двукратный бронзовый призер этапов кубка мира в личных и командных соревнованиях, смешанных командах (микст) (2007, 2008, 2009, 2011, 2014, 2017, 2018). Серебряный и бронзовый призер первенства мира в командных соревнованиях (2004, 2006).  
Четырехкратная чемпионка России (2009 - дважды, 2010, 2013), трехкратный серебряный (2011, 2013, 2017) и двукратный бронзовый (2016, 2019) призер чемпионата России в личных соревнованиях. Семикратная чемпионка России (2008, 2009, 2010, 2011, 2012, 2013, 2015), серебряный (2017) и двукратный бронзовый (2016, 2019) призер чемпионата России в командных соревнованиях. Чемпионка России (2017) и двукратный серебряный призер чемпионата России в смешанных командах (2010, 2013) (микст). Трехкратная чемпионка России в помещении (2009, 2013, 2016), серебряный (2008) и бронзовый (2012) призер чемпионата России в помещении в личных соревнованиях. Четырехкратная чемпионка России в помещении (2013, 2014, 2016, 2017), трехкратный серебряный (2009, 2012, 2018) и двукратный бронзовый (2008, 2010) призер чемпионата России в помещении в командных соревнованиях (по данным от 2008 года). 
Заслуженный мастер спорта России (2007).  
Является первой российской спортсменкой, завоевавшей медаль чемпионата мира по стрельбе из классического лука в личных соревнованиях.

## Биография
Студентка Бурятского государственного университета. Первый тренер — Гэрэлма Эрдыниева, её мать. Выступает за «Динамо». В сборной команде с 2006 года. Тренеры — родители Константин и Гэрэлма Эрдыниевы. Живёт в Улан-Удэ. Хобби — танцы.

## Спортивные результаты
- 30 апреля 2007 — 2-й этап Кубка Мира 2007, Варесе — 2-е место.
- 28 мая 2007 — 3-й этап Кубка Мира 2007, Анталья — 1-е место.
- 7 июля 2007 — 44-й Чемпионат Мира на открытом воздухе, Лейпциг — 3-е место.
- 24 ноября 2007 — Финал Кубка Мира 2007, Дубай — 3-е место.
- 1 апреля 2008 — 1-й этап Кубка Мира 2008, Санто-Доминго — 2-е место.